# Fussball Club Wil 1900 2017-2018
Questa voce raccoglie le informazioni riguardanti il Fussball Club Wil 1900 nelle competizioni ufficiali della stagione 2017-2018.

## Stagione
Nella stagione 2017-2018 il Wil, allenato da Konrad Fünfstück, concluse il campionato di Challenge League al 7º posto. In Coppa Svizzera il Wil fu eliminato al secondo turno dal Thun.

## Rosa
| N. |                                 | Ruolo | Calciatore         |
| -- | ------------------------------- | ----- | ------------------ |
| 1  | Svizzera (bandiera)             | P     | Živko Kostadinović |
| 6  | Svizzera (bandiera)             | C     | Etienne Scholz     |
| 9  | Uruguay (bandiera)              | A     | Sergio Cortelezzi  |
| 10 | Francia (bandiera)              | C     | Marko Muslin       |
| 11 | Iran (bandiera)                 | C     | Shaho Maroufi      |
| 12 | Svizzera (bandiera)             | C     | Sandro Lombardi    |
| 13 | Svizzera (bandiera)             | C     | Basil Stillhart    |
| 15 | Svizzera (bandiera)             | D     | Michael Gonçalves  |
| 16 | Corea del Nord (bandiera)       | A     | Jong Il-gwan       |
| 17 | Svizzera (bandiera)             | A     | Ivan Audino        |
| 17 | Bosnia ed Erzegovina (bandiera) | A     | Amar Uzunovic      |
| 18 | Svizzera (bandiera)             | P     | Mirel Eugster      |
| 19 | Svizzera (bandiera)             | D     | Kenzo Schällibaum  |
| 21 | Svizzera (bandiera)             | C     | Roberto Alves      |

| N. |                        | Ruolo | Calciatore             |
| -- | ---------------------- | ----- | ---------------------- |
| 23 | Svizzera (bandiera)    | D     | Caine Keller           |
| 25 | Svizzera (bandiera)    | D     | Nick von Niederhäusern |
| 30 | Kosovo (bandiera)      | D     | Ismajl Beka            |
| 32 | Svizzera (bandiera)    | C     | Enis Latifi            |
| 36 | Svizzera (bandiera)    | D     | Nias Hefti             |
| 36 | Germania (bandiera)    | D     | David Roesler          |
| 40 | Paesi Bassi (bandiera) | P     | Jim Freid              |
| 44 | Svizzera (bandiera)    | C     | Magnus Breitenmoser    |
| 50 | Svizzera (bandiera)    | D     | Granit Lekaj           |
| 91 | Brasile (bandiera)     | C     | Zé Eduardo             |
| 93 | Svizzera (bandiera)    | A     | Andelko Savic          |
| 98 | Kosovo (bandiera)      | D     | Fuad Rahimi            |
| 99 | Svizzera (bandiera)    | A     | Marvin Baumann         |

## Organigramma societario
Area tecnica
- Allenatore: Konrad Fünfstück
- Allenatore in seconda: Marco Grimm, Paco Sanchez
- Preparatore dei portieri:
- Preparatori atletici:

## Calciomercato

### Sessione estiva
| Acquisti | Acquisti           | Acquisti         | Acquisti |
| R.       | Nome               | da               | Modalità |
| -------- | ------------------ | ---------------- | -------- |
| C        | Roberto Alves      | Grasshoppers II  |          |
| P        | Christian Miesch   | SV Oberachern    |          |
| D        | Átila Araújo Prado | Brühl            |          |
| A        | Ivan Audino        | Aarau            |          |
| A        | Sergio Cortelezzi  | Le Mont          |          |
| D        | Michael Gonçalves  | Neuchâtel Xamax  |          |
| D        | Valon Hamdiu       | San Gallo II     |          |
| C        | Ilaz Ilazi         | San Gallo II     |          |
| C        | Serkan Korkmaz     | Old Boys Basilea |          |
| D        | Sanijel Kucani     | Sciaffusa        |          |
| D        | Granit Lekaj       | Sciaffusa        |          |
| C        | Marko Muslin       | Wohlen           |          |
| C        | Valentino Pugliese | San Gallo II     |          |
| A        | Andelko Savic      | Le Mont          |          |

| Cessioni | Cessioni         | Cessioni         | Cessioni |
| R.       | Nome             | a                | Modalità |
| -------- | ---------------- | ---------------- | -------- |
| A        | Ivan Audino      | Aarau            |          |
| C        | Erhan Yılmaz     | Şanlıurfaspor    |          |
| C        | Frano Mlinar     | Mezőkövesd-Zsóry |          |
| C        | Mattia Bottani   | Lugano           |          |
| D        | Silvano Schäppi  | Lugano           |          |
| D        | Adonis Ajeti     | San Gallo        |          |
| D        | Arnaud Bühler    | Bavois           |          |
| P        | Steven Deana     | Aarau            |          |
| D        | Dylan Stadelmann | Wohlen           |          |
| A        | Demian Titaro    | Bazenheid        |          |

### Sessione invernale
| Acquisti | Acquisti               | Acquisti     | Acquisti |
| R.       | Nome                   | da           | Modalità |
| -------- | ---------------------- | ------------ | -------- |
| A        | Jong Il-gwan           | Lucerna      |          |
| P        | Živko Kostadinović     | Le Mont      |          |
| D        | Nias Hefti             | San Gallo II |          |
| C        | Alessandro Kräuchi     | San Gallo    |          |
| A        | Marvin Baumann         | San Gallo II |          |
| D        | Nick von Niederhäusern | Reno 1868    |          |

| Cessioni | Cessioni           | Cessioni         | Cessioni |
| R.       | Nome               | a                | Modalità |
| -------- | ------------------ | ---------------- | -------- |
| C        | Alessandro Kräuchi | San Gallo        |          |
| P        | Noam Baumann       | Lugano           |          |
| C        | Serkan Korkmaz     | Old Boys Basilea |          |
| D        | Sanijel Kucani     | San Gallo II     |          |
| D        | Átila Araújo Prado | Cham             |          |
| C        | Pascal Huber       | Brühl            |          |
| C        | Nedim Sacirović    | Utd Zurigo       |          |
| A        | Thomas Schiavano   | Utd Zurigo       |          |
| C        | Heroid Gjoshi      | Grasshoppers II  |          |
| D        | Valon Hamdiu       | San Gallo II     |          |
| C        | Ilaz Ilazi         | Grasshoppers II  |          |
| C        | Valentino Pugliese | San Gallo II     |          |
| C        | Roberto Alves      | Grasshoppers II  |          |

## Risultati

### Challenge League

#### Prima fase, girone di andata
| Arbitro: | Tschudi |

|  |           |            |
|  | Marcatori | 75’ Mathys |

| Arbitro: | Klossner |

|                           |           |                               |
| Rossini 35’ Itaperuna 90’ | Marcatori | 57’ Cortelezzi 84’ Vonlanthen |

| Arbitro: | Dudic |

|                                         |           |                |
| Lekaj 47’ Cortelezzi 79’ Vonlanthen 90’ | Marcatori | 27’ Kuzmanovic |

| Arbitro: | Schärli |

|              |           |  |
| Wüthrich 51’ | Marcatori |  |

| Arbitro: | Gut |

|                                    |           |  |
| Farrugia 60’ Soumah 81’ Fatkič 90’ | Marcatori |  |

| Arbitro: | Erlachner |

|  |           |                     |
|  | Marcatori | 82’ Silvio 90’ Duah |

| Arbitro: | Jancevski |

|  |           |            |
|  | Marcatori | 51’ Karlen |

| Jona 20 settembre 2017, ore 20:00 CEST 8ª giornata | Rapperswil-Jona | 0 – 0 referto | Wil | Stadio Grünfeld (1 548 spett.)\| Arbitro: \| Fähndrich \| |
| Arbitro:                                           | Fähndrich       |               |     |                                                           |

| Arbitro: | Gut |

|                           |           |                                  |
| Keller 63’ Zé Eduardo 75’ | Marcatori | 59’ (rig.) Mikari 83’, 84’ Çiçek |

#### Prima fase, girone di ritorno
| Vaduz 1º ottobre 2017, ore 16:00 CEST 10ª giornata | Vaduz | 0 – 0 referto | Wil | Rheinpark (1 939 spett.)\| Arbitro: \| Amhof \| |
| Arbitro:                                           | Amhof |               |     |                                                 |

| Arbitro: | Amhof |

|                |           |                                  |
| Zé Eduardo 73’ | Marcatori | 17’ Rossini 55’ Thrier 58’ Tasar |

| Arbitro: | Fähndrich |

|                       |           |                        |
| Romano 20’ Bičvić 76’ | Marcatori | 51’ Keller 66’ Kienast |

| Wil 30 ottobre 2017, ore 20:00 CET 13ª giornata | Wil     | 0 – 0 referto | Servette | IGP Arena (760 spett.)\| Arbitro: \| Tschudi \| |
| Arbitro:                                        | Tschudi |               |          |                                                 |

| Arbitro: | Horisberger |

|                       |           |                                    |
| Alves 11’ Kienast 61’ | Marcatori | 3’ (rig.), 54’ Ceesay 63’ Farrugia |

| Arbitro: | Hänni |

|                         |           |  |
| Silvio 5’ Sliskovic 90’ | Marcatori |  |

| Arbitro: | Schnyder |

|                                          |           |            |
| Nuzzolo 64’ Tréand 75’ Karlen 86’ (rig.) | Marcatori | 87’ Muslin |

| Arbitro: | Erlachner |

|                       |           |  |
| Cortelezzi 70’ (rig.) | Marcatori |  |

| Arbitro: | Ovcharov |

|                       |           |                       |
| Çiçek 16’ Sessolo 23’ | Marcatori | 31’ (rig.) Vonlanthen |

#### Seconda fase, girone di andata
| Arbitro: | Schärli |

|                  |           |              |
| Breitenmoser 28’ | Marcatori | 74’ Foschini |

| Arbitro: | Cibelli |

|  |           |           |
|  | Marcatori | 74’ Savic |

| Arbitro: | Piccolo |

|                      |           |  |
| Audino 23’ Savic 90’ | Marcatori |  |

| Arbitro: | Schärli |

|             |           |                          |
| Sessolo 12’ | Marcatori | 38’ Cortelezzi 85’ Savic |

| Arbitro: | Wolfensberger |

|            |           |                 |
| Turkeš 44’ | Marcatori | 40’ Schällibaum |

| Arbitro: | Staubli |

|              |           |           |
| Lombardi 33’ | Marcatori | 6’ Bühler |

| Arbitro: | Tschudi |

|                |           |  |
| Zé Eduardo 68’ | Marcatori |  |

| Arbitro: | Horisberger |

|             |           |               |
| Barbosa 23’ | Marcatori | 35’ Stillhart |

| Arbitro: | Schärli |

|                                         |           |                           |
| Zé Eduardo 74’ (rig.) Audino 90’ (rig.) | Marcatori | 54’, 65’ Ramizi 59’ Đurić |

#### Seconda fase, girone di ritorno
| Wohlen 15 aprile 2018, ore 16:00 CEST 28ª giornata | Wohlen  | 0 – 0 referto | Wil | Stadion Niedermatten (429 spett.)\| Arbitro: \| Cibelli \| |
| Arbitro:                                           | Cibelli |               |     |                                                            |

| Arbitro: | Wolfensberger |

|                       |           |  |
| Vonlanthen 72’ (rig.) | Marcatori |  |

| Arbitro: | Schnyder |

|  |           |                                              |
|  | Marcatori | 57’ Hefti 66’ Lombardi 74’ von Niederhäusern |

| Arbitro: | Cibelli |

|  |           |           |
|  | Marcatori | 71’ Çiçek |

| Arbitro: | Tschudi |

|                     |           |  |
| Cortelezzi 15’, 54’ | Marcatori |  |

| Arbitro: | Gut |

|                      |           |                            |
| Dević 28’ Mathys 53’ | Marcatori | 20’, 40’ (rig.) Cortelezzi |

| Arbitro: | Klossner |

|                          |           |                                 |
| Ciarrocchi 43’ Tasar 60’ | Marcatori | 45’ (rig.) Cortelezzi 78’ Alves |

| Arbitro: | Piccolo |

|  |           |                     |
|  | Marcatori | 44’ Lang 90’ Chagas |

| Arbitro: | Dudic |

|                                                       |           |                                     |
| Nuzzolo 5’, 26’, 68’ Tréand 22’ Delley 82’ Doudin 88’ | Marcatori | 15’ Lekaj 81’ Latifi 84’ Cortelezzi |

### Coppa Svizzera
| Arbitro: | Piccolo |

|  |           |                                                                       |
|  | Marcatori | 8’, 89’ Vonlanthen 41’ Átila 49’ Savic 74’, 90’ Cortelezzi 90’ Keller |

| Arbitro: | Jaccottet |

|  |           |                                        |
|  | Marcatori | 21’ Rapp 38’ Spielmann 64’ Facchinetti |

## Statistiche

### Statistiche di squadra
| Competizione     | Punti | In casa | In casa | In casa | In casa | In casa | In casa | In trasferta | In trasferta | In trasferta | In trasferta | In trasferta | In trasferta | Totale | Totale | Totale | Totale | Totale | Totale | DR  |
| Competizione     | Punti | G       | V       | N       | P       | Gf      | Gs      | G            | V            | N            | P            | Gf           | Gs           | G      | V      | N      | P      | Gf     | Gs     | DR  |
| ---------------- | ----- | ------- | ------- | ------- | ------- | ------- | ------- | ------------ | ------------ | ------------ | ------------ | ------------ | ------------ | ------ | ------ | ------ | ------ | ------ | ------ | --- |
| Challenge League | 39    | 18      | 6       | 3       | 9       | 19      | 22      | 18           | 3            | 9            | 6            | 21           | 28           | 36     | 9      | 12     | 15     | 40     | 50     | -10 |
| Coppa Svizzera   | -     | 1       | 0       | 0       | 1       | 0       | 3       | 1            | 1            | 0            | 0            | 7            | 0            | 2      | 1      | 0      | 1      | 7      | 3      | +4  |
| Totale           | 39    | 19      | 6       | 3       | 10      | 19      | 25      | 19           | 4            | 9            | 6            | 28           | 28           | 38     | 10     | 12     | 16     | 47     | 53     | -6  |

### Andamento in campionato
| Giornata  | 1 | 2 | 3 | 4 | 5 | 6 | 7 | 8  | 9  | 10 | 11 | 12 | 13 | 14 | 15 | 16 | 17 | 18 | 19 | 20 | 21 | 22 | 23 | 24 | 25 | 26 | 27 | 28 | 29 | 30 | 31 | 32 | 33 | 34 | 35 | 36 |
| --------- | - | - | - | - | - | - | - | -- | -- | -- | -- | -- | -- | -- | -- | -- | -- | -- | -- | -- | -- | -- | -- | -- | -- | -- | -- | -- | -- | -- | -- | -- | -- | -- | -- | -- |
| Luogo     | C | T | C | T | T | C | C | T  | C  | T  | C  | T  | C  | C  | T  | T  | C  | T  | C  | T  | C  | T  | T  | C  | C  | T  | C  | T  | C  | T  | C  | C  | T  | T  | C  | T  |
| Risultato | P | N | V | P | P | P | P | N  | P  | N  | P  | N  | N  | P  | P  | P  | V  | P  | N  | V  | V  | V  | N  | N  | V  | N  | P  | N  | V  | V  | P  | V  | N  | N  | P  | P  |
| Posizione | 7 | 8 | 4 | 5 | 7 | 9 | 9 | 10 | 10 | 9  | 10 | 10 | 9  | 10 | 10 | 10 | 10 | 10 | 10 | 9  | 8  | 8  | 7  | 8  | 7  | 7  | 7  | 8  | 6  | 6  | 6  | 6  | 7  | 7  | 7  | 7  |

Legenda:

Luogo: C = Casa; T = Trasferta. Risultato: V = Vittoria; N = Pareggio; P = Sconfitta.

### Statistiche dei giocatori
| Giocatore            | Challenge League | Challenge League | Challenge League | Challenge League | Coppa Svizzera | Coppa Svizzera | Coppa Svizzera | Coppa Svizzera | Totale   | Totale | Totale      | Totale     |
| Giocatore            | Presenze         | Reti             | Ammonizioni      | Espulsioni       | Presenze       | Reti           | Ammonizioni    | Espulsioni     | Presenze | Reti   | Ammonizioni | Espulsioni |
| -------------------- | ---------------- | ---------------- | ---------------- | ---------------- | -------------- | -------------- | -------------- | -------------- | -------- | ------ | ----------- | ---------- |
| R. Alves             | 16               | 2                | 1                | 0                | 0              | 0              | 0              | 0              | 16       | 2      | 1           | 0          |
| I. Audino            | 17               | 2                | 3                | 0                | 0              | 0              | 0              | 0              | 17       | 2      | 3           | 0          |
| M. Baumann           | 0                | 0                | 0                | 0                | 0              | 0              | 0              | 0              | 0        | 0      | 0           | 0          |
| N. Baumann           | 15               | 0                | 3                | 0                | 2              | 0              | 0              | 0              | 17       | 0      | 3           | 0          |
| I. Beka              | 1                | 0                | 0                | 0                | 0              | 0              | 0              | 0              | 1        | 0      | 0           | 0          |
| M. Breitenmoser      | 19               | 1                | 3                | 0                | 1              | 0              | 0              | 0              | 20       | 1      | 3           | 0          |
| S. Cortelezzi        | 34               | 10               | 4                | 0                | 2              | 2              | 0              | 0              | 36       | 12     | 4           | 0          |
| Zé Eduardo           | 25               | 4                | 8                | 0                | 1              | 0              | 0              | 0              | 26       | 4      | 8           | 0          |
| M. Eugster           | 0                | 0                | 0                | 0                | 0              | 0              | 0              | 0              | 0        | 0      | 0           | 0          |
| J. Freid             | 7                | 0                | 0                | 0                | 0              | 0              | 0              | 0              | 7        | 0      | 0           | 0          |
| M. Gonçalves         | 30               | 0                | 7                | 0                | 2              | 0              | 0              | 0              | 32       | 0      | 7           | 0          |
| V. Hamdiu            | 0                | 0                | 0                | 0                | 0              | 0              | 0              | 0              | 0        | 0      | 0           | 0          |
| N. Hefti             | 17               | 1                | 3                | 0                | 0              | 0              | 0              | 0              | 17       | 1      | 3           | 0          |
| I. Ilazi             | 2                | 0                | 0                | 0                | 0              | 0              | 0              | 0              | 2        | 0      | 0           | 0          |
| I. Jong              | 6                | 0                | 0                | 0                | 0              | 0              | 0              | 0              | 6        | 0      | 0           | 0          |
| C. Keller            | 18               | 2                | 5                | 0                | 2              | 1              | 0              | 0              | 20       | 3      | 5           | 0          |
| R. Kienast           | 7                | 2                | 1                | 1                | 0              | 0              | 0              | 0              | 7        | 2      | 1           | 1          |
| S. Korkmaz           | 6                | 0                | 1                | 0                | 1              | 0              | 0              | 0              | 7        | 0      | 1           | 0          |
| Ž. Kostadinović      | 14               | 0                | 1                | 0                | 0              | 0              | 0              | 0              | 14       | 0      | 1           | 0          |
| A. Kräuchi           | 0                | 0                | 0                | 0                | 0              | 0              | 0              | 0              | 0        | 0      | 0           | 0          |
| S. Kucani            | 10               | 0                | 2                | 0                | 1              | 0              | 0              | 0              | 11       | 0      | 2           | 0          |
| E. Latifi            | 20               | 1                | 7                | 0                | 0              | 0              | 0              | 0              | 20       | 1      | 7           | 0          |
| G. Lekaj             | 27               | 2                | 9                | 1                | 2              | 0              | 0              | 0              | 29       | 2      | 9           | 1          |
| S. Lombardi          | 14               | 2                | 1                | 0                | 0              | 0              | 0              | 0              | 14       | 2      | 1           | 0          |
| S. Maroufi           | 10               | 0                | 2                | 0                | 1              | 0              | 0              | 0              | 11       | 0      | 2           | 0          |
| C. Miesch            | 0                | 0                | 0                | 0                | 0              | 0              | 0              | 0              | 0        | 0      | 0           | 0          |
| M. Muslin            | 23               | 1                | 1                | 0                | 2              | 0              | 0              | 0              | 25       | 1      | 1           | 0          |
| V. Pugliese          | 1                | 0                | 0                | 0                | 0              | 0              | 0              | 0              | 1        | 0      | 0           | 0          |
| F. Rahimi            | 19               | 0                | 0                | 0                | 0              | 0              | 0              | 0              | 19       | 0      | 0           | 0          |
| D. Roesler           | 0                | 0                | 0                | 0                | 0              | 0              | 0              | 0              | 0        | 0      | 0           | 0          |
| A. Savic             | 17               | 3                | 3                | 1                | 2              | 1              | 0              | 0              | 19       | 4      | 3           | 1          |
| T. Schiavano         | 2                | 0                | 1                | 0                | 0              | 0              | 0              | 0              | 2        | 0      | 1           | 0          |
| E. Scholz            | 25               | 0                | 5                | 0                | 2              | 0              | 1              | 0              | 27       | 0      | 6           | 0          |
| K. Schällibaum       | 25               | 1                | 2                | 0                | 2              | 0              | 1              | 0              | 27       | 1      | 3           | 0          |
| B. Stillhart         | 32               | 1                | 9                | 1                | 2              | 0              | 1              | 0              | 34       | 1      | 10          | 1          |
| A. Uzunovic          | 0                | 0                | 0                | 0                | 0              | 0              | 0              | 0              | 0        | 0      | 0           | 0          |
| J. Vonlanthen        | 24               | 4                | 2                | 0                | 2              | 2              | 0              | 0              | 26       | 6      | 2           | 0          |
| N. von Niederhäusern | 14               | 1                | 2                | 0                | 0              | 0              | 0              | 0              | 14       | 1      | 2           | 0          |
| Á. Átila             | 6                | 0                | 0                | 1                | 1              | 1              | 0              | 0              | 7        | 1      | 0           | 1          |